# Сграда на Градската болница (Скопие)
Сградата на Градската болница (на македонска литературна норма: Зграда на Градската болница) - официално Университетска клиника по хирургически болести – Скопие, е болнична сграда в град Скопие, Северна Македония, обявена за паметник на културата.

## Местоположение
Сградата е разположена в центъра на града, на кръстовището на улиците „11 октомври“ и „Филип II Македонски“ (бивша „Моша Пияде“), точно срещу Палатата на Събранието на Македония.

## История
Сградата е построена в 1933 – 1935 година. Първоначално идеята е била да свързва два площада и има дълбок трем към предвидения „Площад на освобождението“, който обаче не е образуван, тъй като вниманието е насочено към площада пред Камнния мост. Има форма на голям правоъгълник, разположен в посока североизток – югозапад. На североизточната страна основата продължава с квадрат, поставен в линия на югоизточната фасада. Във вътрешността има правоъгълен вътрешен двор. Фасадите били направени с ритмично разположени прозоречни ленти от двукрили дървени прозорци и ленти от зидария, измазана и боядисана в тъмно червено. След земетресението от 1963 година, сградата е облицована с малки керамични плочки. В 2002 година облицовката е заменена с големи квадратни гранитни плочи и дървените прозорци са подменени с ПВЦ. Вътрешните фасади запазват оригиналния си вид.